# 釙化鋰
釙化鋰是一種無機化合物，化學式為Li2Po。它是一种钋化物，一系列化学稳定的钋化合物。

## 制備
可將釙化氫與鋰反應而制得。
H2Po + 2Li → Li2Po + H2
它也可以由钋和锂在 300–400 °C直接反应而成。

## 晶體結構
晶體結構同於釙化鈉，為反螢石型結構。